# Saint-Pardoux-le-Lac

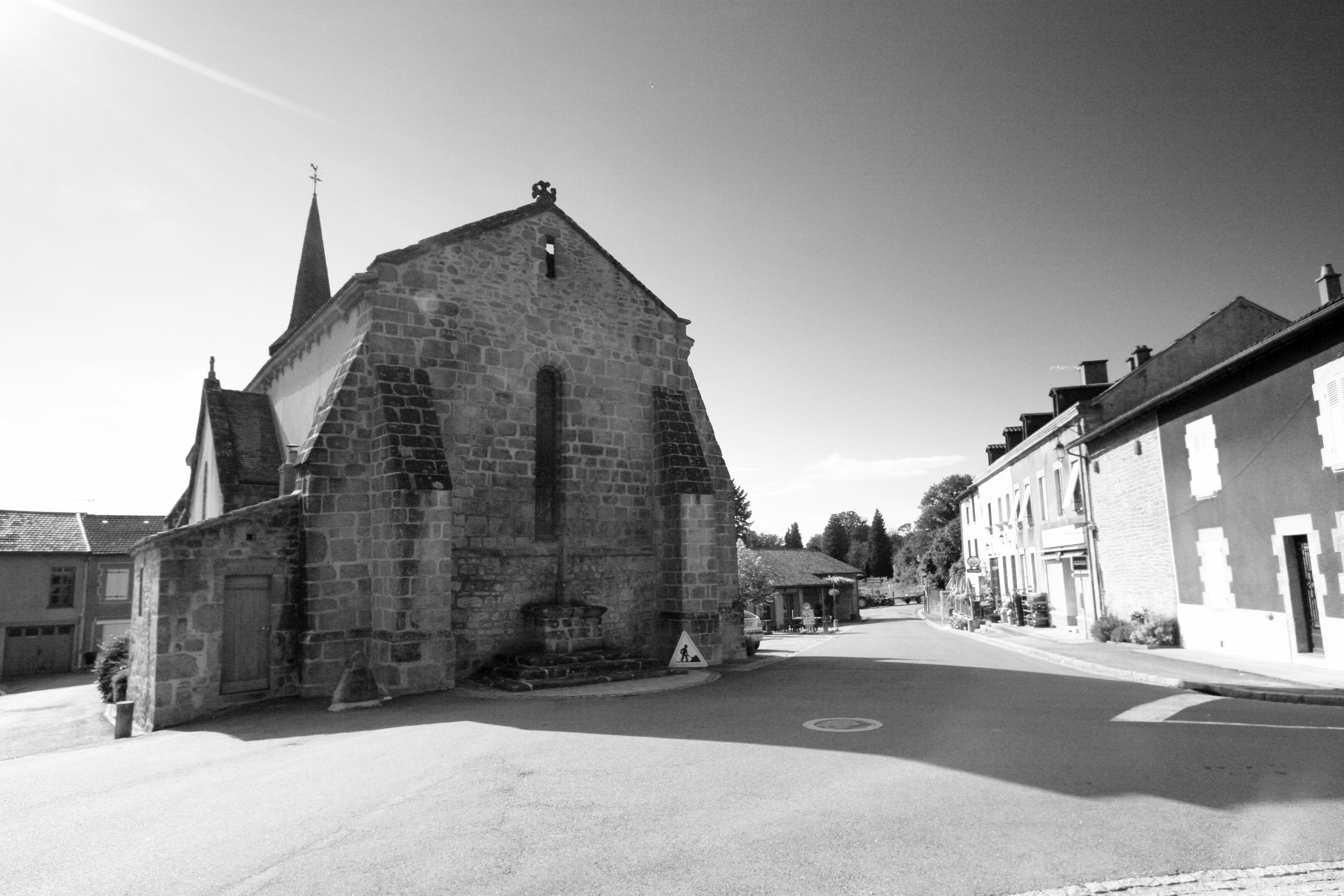
Saint-Pardoux-le-Lac

Saint-Pardoux-le-Lac ist eine französische Gemeinde mit 1.364 Einwohnern (Stand: 1. Januar 2022) im Département Haute-Vienne in der Region Nouvelle-Aquitaine. Sie gehört zum Arrondissement Bellac und zum Kanton Bellac.
Sie entstand als Commune nouvelle mit Wirkung vom 1. Januar 2019, indem die bisherigen Gemeinden Roussac, Saint-Pardoux und Saint-Symphorien-sur-Couze fusioniert wurden. Diese sind seither Communes déléguées. Die Mairie befindet sich in Roussac.

## Gliederung
| Ortsteil                   | ehemaliger INSEE-Code | Fläche (km²) | Einwohnerzahl zum 1. Januar 2022 |
| -------------------------- | --------------------- | ------------ | -------------------------------- |
| Roussac (Verwaltungssitz)  | 87128                 | 24,18        | 447                              |
| Saint-Pardoux              | 87173                 | 23,23        | 668                              |
| Saint-Symphorien-sur-Couze | 87184                 | 19,99        | 249                              |

## Lage
Nachbargemeinden sind Rancon und Balledent im Nordwesten, Châteauponsac im Norden, Bessines-sur-Gartempe im Nordosten, Razès im Osten, Compreignac im Südosten, Thouron und Le Buis im Süden, Nantiat und Berneuil im Südwesten und Saint-Junien-les-Combes im Westen.